# Porphyrinia psilogramma
Porphyrinia psilogramma är en fjärilsart som beskrevs av Lederer 1855. Porphyrinia psilogramma ingår i släktet Porphyrinia och familjen nattflyn. Inga underarter finns listade i Catalogue of Life.